# ムアンナコーンラーチャシーマー郡
座標: 北緯14度58分16秒 東経102度5分59秒 / 北緯14.97111度 東経102.09972度

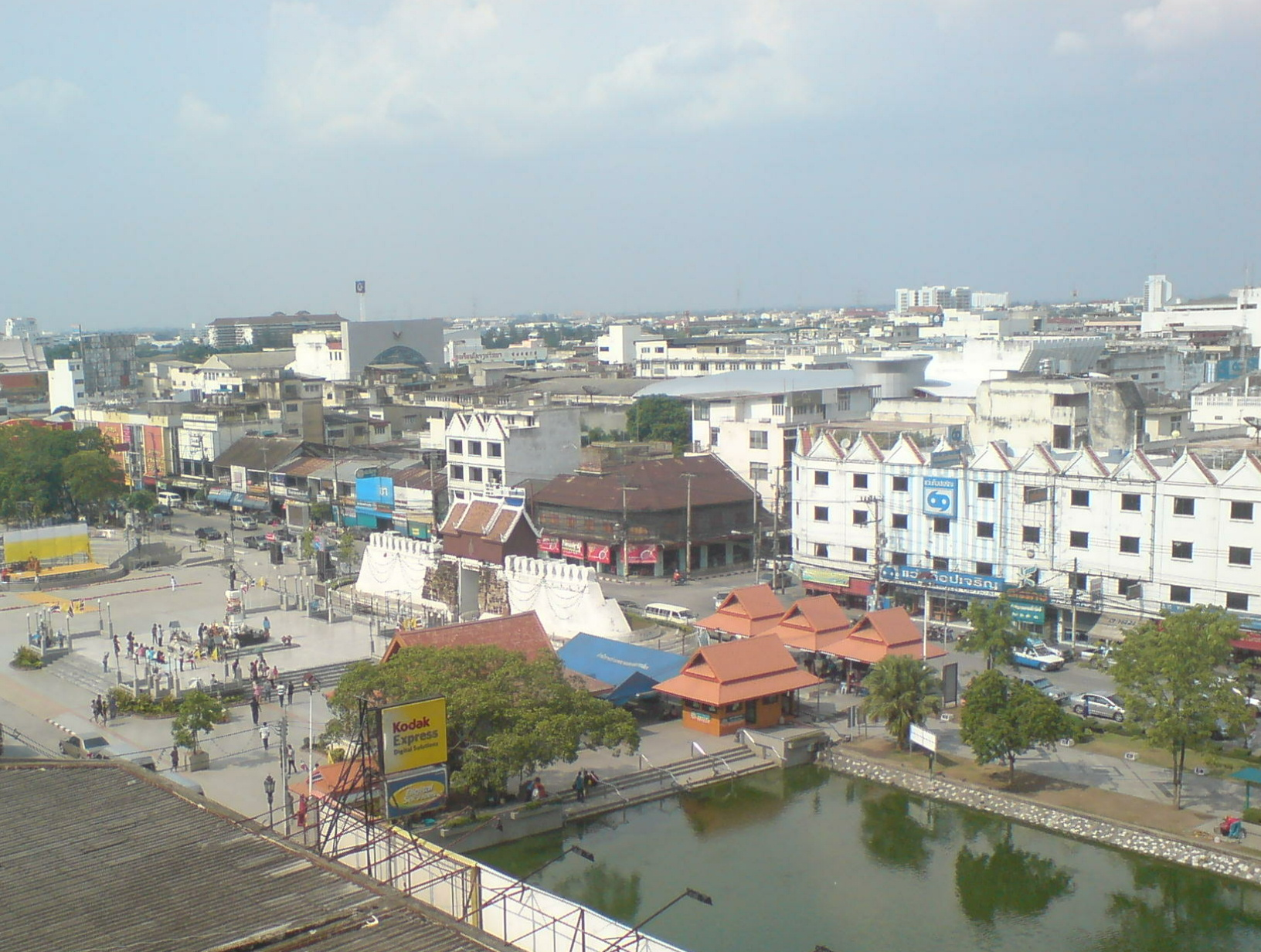
コーラートのスカイライン

ムアンナコーンラーチャシーマー郡（ムアンナコーンラーチャシーマーぐん）は、タイ王国の東北部・ナコーンラーチャシーマー県にある郡（アンプー）である。同県の県庁所在地（ムアン）でもある。

## 名称
セーマーという街とコーラートという町が併合されてできた街であり、この二つの語の前にナコーン（街という意味の語）という語を冠し、ナコーン + コーラート + セーマーで少し語調がなまり、ナコーンラーチャシーマーとなった。なお、このうちコーラートという語は現在でもタイ全土で広くナコーンラーチャーシーマー市の愛称、別称として用いられる。なお日本語ではコラートとも書かれる。
ナコーンラーチャシーマーとタイ南部の都市・ナコーンシータンマラートは名前が似ている（どちらもナコーンを冠している、「ラーチャ」も「ラート」も王という意味を持つ同じ語、「シー」は意味が違うが声調は同じ）事から地名の聞き間違いの代表とされる。これを利用したなぞなぞに「ナコーンシータンマラートの人は畑を耕すが、ナコーンシータンマラートは何をする？」と言うのがある。答えは「逃げる」である。なぜなら「ナコーン（街）+ラーチャシー（獅子）マー（来る）＝獅子が来る街」だからである。なお本当は「ナコーン+ラーチャシーマー」で「王の領域の街」という意味である。

## 歴史

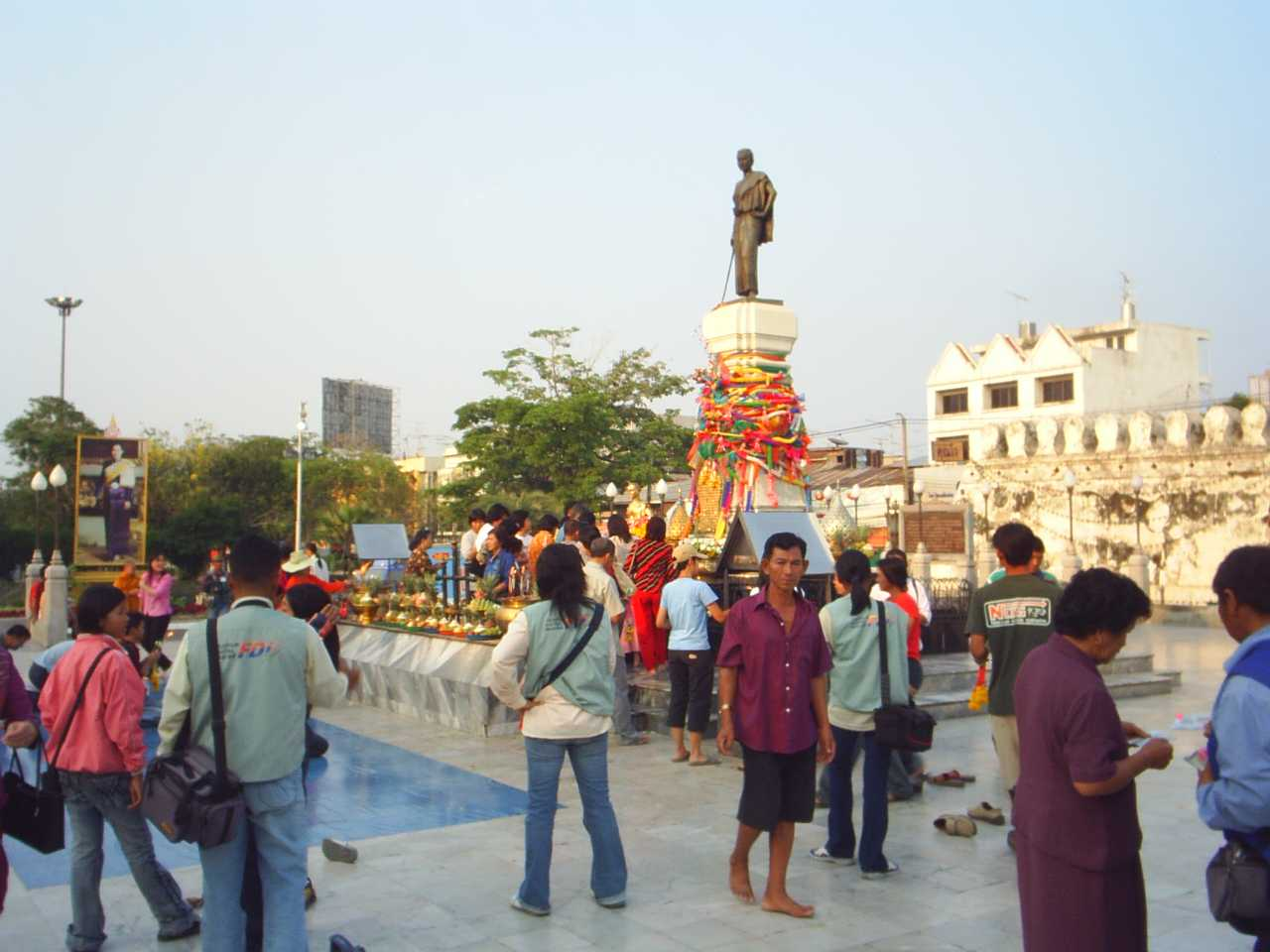
市の中心の様子とターオ・スラナーリー像

特に、考古学的な調査からわかっているのは現在のナコーンラーチャシーマー県にセーマー (เสมา) と呼ばれる都市があったこと、後にクメール王朝時代にコーラーカプラ (โคราฆะปุระ) と呼ばれる街が建設されたことである。アユタヤ王朝時代ナーラーイ王はこの二つの街を併合し名前も統合し仰々しくナコーンラーチャシーマーとした、これが現在のナコーンラーチャシーマー市の始まりである。この際ナーラーイ王は、コンスタンティン・フォールコンをしてフランス人技師をタイに招き入れ、街を建設させた。
1827年にはヴィエンチャン王国のアヌウォンがバンコクに攻め入ろうとナコーンラーチャシーマーを通過した際、国主がバンコクにおり留守だった為、国主の妻ヤーモー（ターオ・スラナーリー）は一計を案じ、アヌウォンを敗走させた。ヤーモーはこれにより、ナコーンラーチャシーマー出身の救国の女傑とされており、市内には像が建てられている。
その後鉄道の開通や、1970年代のイーサーン地方における、道路の整備などによりタイ中部あるいは南部から見てイーサーンへの玄関口と見なされるようになり、イーサーン各地からバンコクなどへ運ばれる物資の集積地として発展した。そのため、現在ではタイを代表する大都市の一つである。
1993年にはバレーボールアジア選手権男子大会、2001年と2007年にはバレーボールアジア選手権女子大会が開催されている。

## 地理
新市街にナコーンラーチャーシーマー駅がある。
市内は南部をのぞきコーラート台地にあり平坦である。市内の水源はラムタコーン川である。

### 気候
バンコクやタイ南部と比べると雨量は少ない。しかし雨季の終わりである9月は雨が多い。
| ナコーンラーチャシーマー(1981–2010)の気候                                            | ナコーンラーチャシーマー(1981–2010)の気候 | ナコーンラーチャシーマー(1981–2010)の気候 | ナコーンラーチャシーマー(1981–2010)の気候 | ナコーンラーチャシーマー(1981–2010)の気候 | ナコーンラーチャシーマー(1981–2010)の気候 | ナコーンラーチャシーマー(1981–2010)の気候 | ナコーンラーチャシーマー(1981–2010)の気候 | ナコーンラーチャシーマー(1981–2010)の気候 | ナコーンラーチャシーマー(1981–2010)の気候 | ナコーンラーチャシーマー(1981–2010)の気候 | ナコーンラーチャシーマー(1981–2010)の気候 | ナコーンラーチャシーマー(1981–2010)の気候 | ナコーンラーチャシーマー(1981–2010)の気候 |
| 月                                                                                   | 1月                                       | 2月                                       | 3月                                       | 4月                                       | 5月                                       | 6月                                       | 7月                                       | 8月                                       | 9月                                       | 10月                                      | 11月                                      | 12月                                      | 年                                        |
| ------------------------------------------------------------------------------------ | ----------------------------------------- | ----------------------------------------- | ----------------------------------------- | ----------------------------------------- | ----------------------------------------- | ----------------------------------------- | ----------------------------------------- | ----------------------------------------- | ----------------------------------------- | ----------------------------------------- | ----------------------------------------- | ----------------------------------------- | ----------------------------------------- |
| 平均最高気温 °C （°F）                                                               | 30.7 (87.3)                               | 33.6 (92.5)                               | 35.6 (96.1)                               | 36.5 (97.7)                               | 35.0 (95)                                 | 34.4 (93.9)                               | 33.8 (92.8)                               | 33.2 (91.8)                               | 32.2 (90)                                 | 31.0 (87.8)                               | 30.1 (86.2)                               | 29.3 (84.7)                               | 32.95 (91.32)                             |
| 平均最低気温 °C （°F）                                                               | 18.5 (65.3)                               | 21.0 (69.8)                               | 23.2 (73.8)                               | 24.9 (76.8)                               | 25.0 (77)                                 | 25.1 (77.2)                               | 24.7 (76.5)                               | 24.5 (76.1)                               | 24.0 (75.2)                               | 23.2 (73.8)                               | 21.1 (70)                                 | 18.3 (64.9)                               | 22.79 (73.03)                             |
| 雨量 mm （inch）                                                                     | 8.2 (0.323)                               | 16.1 (0.634)                              | 37.1 (1.461)                              | 72.2 (2.843)                              | 154.1 (6.067)                             | 104.5 (4.114)                             | 120.9 (4.76)                              | 157.2 (6.189)                             | 228.3 (8.988)                             | 146.3 (5.76)                              | 23.9 (0.941)                              | 2.7 (0.106)                               | 1,071.5 (42.186)                          |
| 平均降雨日数 （≥1 mm）                                                               | 1                                         | 2                                         | 5                                         | 8                                         | 15                                        | 13                                        | 15                                        | 16                                        | 19                                        | 12                                        | 4                                         | 1                                         | 111                                       |
| % 湿度                                                                               | 64                                        | 62                                        | 61                                        | 65                                        | 73                                        | 72                                        | 73                                        | 75                                        | 80                                        | 78                                        | 71                                        | 66                                        | 70                                        |
| 平均月間日照時間                                                                     | 284.2                                     | 245.1                                     | 253.8                                     | 248.1                                     | 237.5                                     | 208.6                                     | 194.6                                     | 187.3                                     | 169.0                                     | 233.4                                     | 257.3                                     | 282.0                                     | 2,800.9                                   |
| 出典：Thai Meteorological Department (Normal 1981-2010), (Avg. rainy days 1961-1990) |                                           |                                           |                                           |                                           |                                           |                                           |                                           |                                           |                                           |                                           |                                           |                                           |                                           |

## 経済
イーサーンにおける交通の要所でありバンコクなどへ運ばれる物資の集積地である。バンコクを発し、イーサーン北部の主要都市、ノーンカーイ、ウドーンターニー、コーンケーンを結ぶ国道2号線が市内を通っており、南部の主要都市を結ぶブリーラム、スリン、シーサケート、ウボンラーチャターニーなどを結ぶ国道226号線などが発している。タイ鉄道もイーサーン北方の主要都市を結ぶノーンカーイ線と、南部の主要都市を結ぶウボン線の分岐点となっている。

## 行政区分
市内には25のタムボンが存在する。郡内にはテーサバーン（自治体）が設置されており以下のようになっている。
- テーサバーンナコーン・ナコーンラーチャシーマー…タムボン・ナイムアンの全体と、タムボン・バーンコの一部
- テーサバーンタムボン・ノーンパイロム…タムボン・ノーンパイロムの一部とタムボン・バーンコの一部
- テーサバーンタムボン・フワタレー…タムボン・フワタレーの一部
- テーサバーンタムボン・チョーホー…タムボン・チョーホーの一部
- テーサバーンタムボン・ポークラーン…タムボン・ポークラーンの一部
- テーサバーンタムボン・コーククルワット…タムボン・コーククルワットの一部
- テーサバーンタムボン・ノーンカイナーム…タムボン・ノーンカイナームの全体

また郡内には22のタムボン行政体（オンカーンボーリハーンスワンタムボン）がある。
1. タムボン・ナイムアン…ตำบลในเมือง
2. タムボン・ポークラーン…ตำบลโพธิ์กลาง
3. タムボン・ノーンチャボック…ตำบลหนองจะบก
4. タムボン・コークスー…ตำบลโคกสู
5. タムボン・マルーン…ตำบลมะเริง
6. タムボン・ノーンラウィアン…ตำบลหนองระเวียง
7. タムボン・プルンヤイ…ตำบลปรุใหญ่
8. タムボン・ムーンワイ…ตำบลหมื่นไวย
9. タムボン・ポンクラン…ตำบลพลกรัง
10. タムボン・ノーンパイローム…ตำบลหนองไผ่ล้อม
11. タムボン・フワタレー…ตำบลหัวทะเล
12. タムボン・バーンコ…ตำบลบ้านเกาะ
13. タムボン・バーンマイ…ตำบลบ้านใหม่
14. タムボン・プットサー…ตำบลพุดซา
15. タムボン・バーンポー…ตำบลบ้านโพธิ์
16. タムボン・チョーホー…ตำบลจอหอ
17. タムボン・コーククルワット…ตำบลโคกกรวด
18. タムボン・チャイモンコン…ตำบลไชยมงคล
19. タムボン・ノーンブワサーラー…ตำบลหนองบัวศาลา
20. タムボン・スラナーリー…ตำบลสุรนารี
21. タムボン・シームム…ตำบลสีมุม
22. タムボン・タラート…ตำบลตลาด
23. タムボン・パノ…ตำบลพะเนา
24. タムボン・ノーンクラトゥム…ตำบลหนองกระทุ่ม
25. タムボン・ノーンカイナーム…ตำบลหนองไข่น้ำ